# Kirchliche Dogmatik

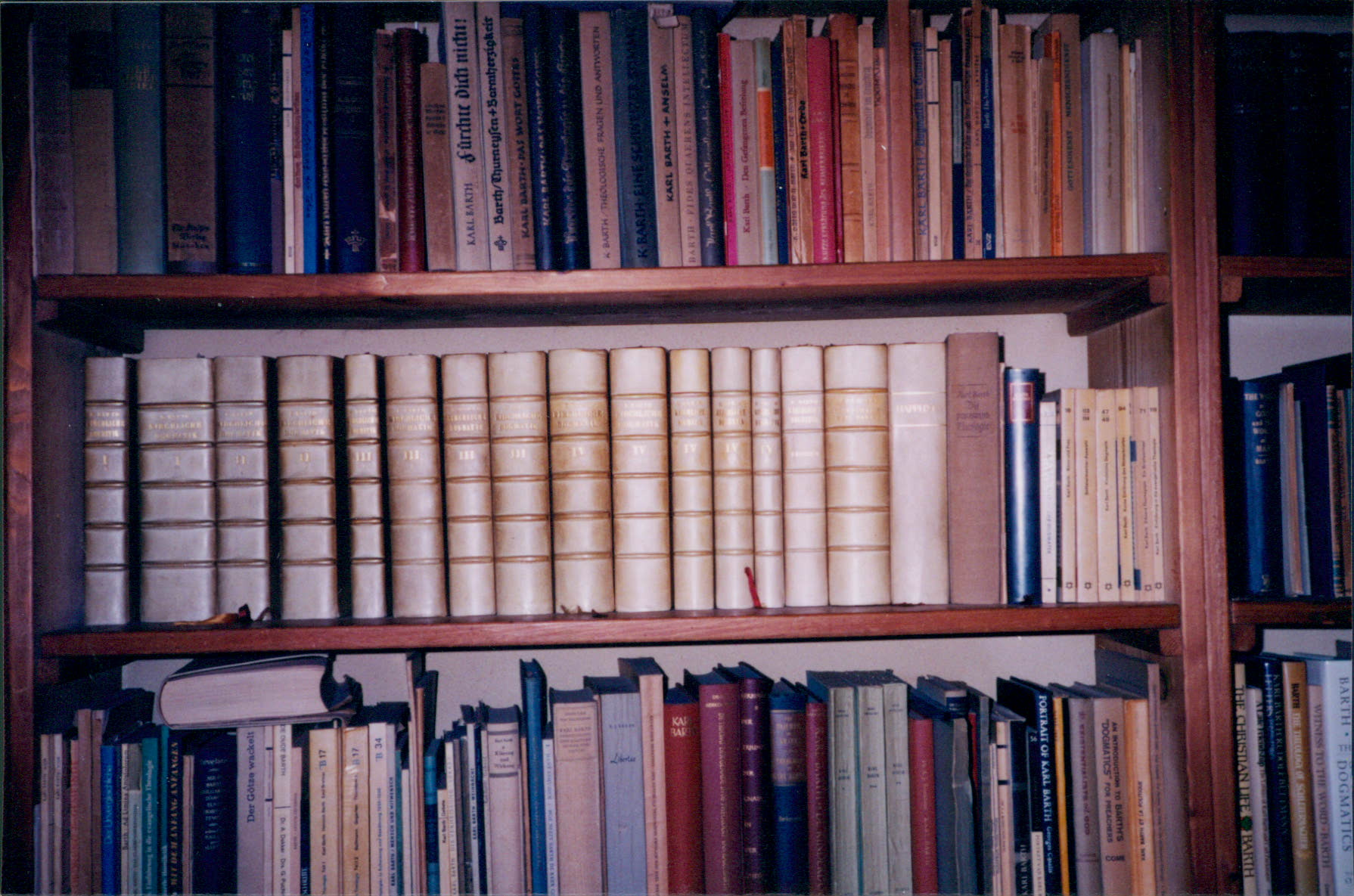
De Church Dogmatics, Engelse vertaling van de Kirchliche Dogmatik.

Die kirchliche Dogmatik is een nooit voltooid, Duitstalig systematisch-theologisch werk, geschreven door Karl Barth. Het werk is ondergebracht in 13 banden en werd uitgegeven tussen 1932 en 1967. Bij de talloze herdrukken van de banden bleef de inhoud ongewijzigd. In vakliteratuur wordt er doorgaans verwezen naar de Kirchliche Dogmatik met de afkorting KD. Het geheel omvat meer dan 9000 pagina's.

## Opbouw
De onvoltooide Kirchliche Dogmatik bestond bij het verschijnen van de laatste band in 1967 uit 73 paragrafen, ondergebracht in 16 hoofdstukken (Duits: Kapitel). Elke paragraaf begint met een Leitsatz, een kernachtige zin die aangeeft wat de inhoud van de paragraaf zal zijn. De paragrafen bestaan uit 1 tot 6 secties.

### KD I: de prolegomena
- Die Lehre vom Wort Gottes: Prolegomena zur Kirchlichen Dogmatik. Erster Halbband (KD I/1; Zürich: EVZ, 1932)

Einleitung
§ 1 Die Aufgabe der Dogmatik

§ 2 Die Aufgabe der Prolegomena zur Dogmatik
Kapitel 1. Das Wort Gottes als Kriterium der Dogmatik
§ 3 Die kirchliche Verkündigung als Stoff der Dogmatik

§ 4 Das Wort Gottes in seiner dreifachen Gestalt

§ 5 Das Wesen des Wortes Gottes
§ 6 Die Erkennbarkeit des Wortes Gottes

§ 7 Das Wort Gottes, das Dogma und die Dogmatik
Kapitel 2. Die Offenbarung Gottes. Abschnitt 1: Der dreieinige Gott
§ 8 Gott in seiner Offenbarung

§ 9 Gottes Dreieinigkeit

§ 10 Gott der Vater

§ 11 Gott der Sohn

§ 12 Gott der heilige Geist
- Die Lehre vom Wort Gottes: Prolegomena zur Kirchlichen Dogmatik. Zweiter Halbband (KD I/2; Zürich: EVZ, 1938)

Kapitel 2. Die Offenbarung Gottes. Abschnitt 2: Die Fleischwerdung des Wortes
§ 13 Gottes Freiheit für den Menschen

§ 14 Die Zeit der Offenbarung

§ 15 Das Geheimnis der Offenbarung
Kapitel 2. Die Offenbarung Gottes. Abschnitt 3: Die Ausgiessung des heiligen Geistes
§ 16 Die Freiheit des Menschen für Gott

§ 17 Gottes Offenbarung als Aufhebung der Religion

§ 18 Das Leben der Kinder Gottes
Kapitel 3. Die heilige Schrift
§ 19 Gottes Wort für die Kirche

§ 20 Die Autorität in der Kirche

§ 21 Die Freiheit in der Kirche
Kapitel 4. Die Verkündigung der Kirche
§ 22 Der Auftrag der Kirche

§ 23 Dogmatik als Funktion der hörenden Kirche

§ 24 Dogmatik als Funktion der lehrenden Kirche

### KD II: de Godsleer
- Die Lehre von Gott. Teilband 1 (KD II/1; Zürich: EVZ, 1940)

Kapitel 5. Die Erkenntnis Gottes
§ 25 Die Erkenntnis Gottes in ihrem Vollzug

§ 26 Die Erkennbarkeit Gottes

§ 27 Die Grenzen der Erkenntnis Gottes
Kapitel 6. Die Wirklichkeit Gottes
§ 28 Gottes Sein als der Liebende in der Freiheit

§ 29 Gottes Vollkommenheiten

§ 30 Die Vollkommenheiten des göttlichen Liebens

§ 31 Die Vollkommenheiten der göttlichen Freiheit
- Die Lehre von Gott. Teilband 2 (KD II/2; Zürich: EVZ, 1942)

Kapitel 7. Gottes Gnadenwahl
§ 32 Die Aufgabe rechter Lehre von Gottes Gnadenwahl

§ 33 Die Erwählung Jesu Christi

§ 34 Die Erwählung der Gemeinde

§ 35 Die Erwählung des Einzelnen
Kapitel 8. Gottes Gebot
§ 36 Ethik als Aufgabe der Gotteslehre

§ 37 Das Gebot als Gottes Anspruch

§ 38 Das Gebot als Gottes Entscheidung

§ 39 Das Gebot als Gottes Gericht

### KD III:de scheppingsleer
- Die Lehre von der Schöpfung. Teilband 1 (KD III/1; Zürich: EVZ, 1945)

Kapitel 9. Das Werk der Schöpfung
§ 40 Der Glaube an Gott den Schöpfer

§ 41 Schöpfung und Bund

§ 42 Das Ja Gottes des Schöpfers
- Die Lehre von der Schöpfung. Teilband 2 (KD III/2; Zürich: EVZ, 1948)

Kapitel 10. Das Geschöpf
§ 43 Der Mensch als Problem der Dogmatik

§ 44 Der Mensch als Gottes Geschöpf

§ 45 Der Mensch in seiner Bestimmung zu Gottes Bundesgenossen

§ 46 Der Mensch als Seele und Leib

§ 47 Der Mensch in seiner Zeit
- Die Lehre von der Schöpfung. Teilband 3 (KD III/3; Zürich: EVZ, 1950)

Kapitel 11. Der Schöpfer und sein Geschöpf
§ 48 Die Lehre von der Vorsehung, ihr Grund und ihre Gestalt

§ 49 Gott der Vater als Herr seines Geschöpfs

§ 50 Gott und das Nichtige

§ 51 Das Himmelreich, Gottes Botschafter und ihre Widersacher
- Die Lehre von der Schöpfung. Teilband 4 (KD III/4; Zürich: EVZ, 1951)

Kapitel 12. Das Gebot Gottes, des Schöpfers
§ 52 Ethik als Aufgabe der Lehre von der Schöpfung

§ 53 Freiheit vor Gott

§ 54 Freiheit in der Gemeinschaft

§ 55 Freiheit zum Leben

§ 56 Freiheit in der Beschränkung

### KD IV: de verzoeningsleer
- Die Lehre von der Versöhnung. Teilband 1 (KD IV/1; Zürich: EVZ, 1953)

Kapitel 13. Der Gegenstand und die Probleme der Versöhnungslehre
§ 57 Das Werk Gottes des Versöhners

§ 58 Die Lehre von der Versöhnung (Übersicht)
Kapitel 14. Jesus Christus, der Herr als Knecht
§ 59 Der Gehorsam des Sohnes Gottes

§ 60 Des Menschen Hochmut und Fall

§ 61 Des Menschen Rechtfertigung

§ 62 Der Heilige Geist und die Versammlung der christlichen Gemeinde

§ 63 Der Heilige Geist und der christliche Glaube
- Die Lehre von der Versöhnung. Teilband 2 (KD IV/2; Zürich: EVZ, 1955)

Kapitel 15. Jesus Christus, der Knecht als Herr
§ 64 Die Erhöhung des Menschensohnes

§ 65 Des Menschen Trägheit und Elend

§ 66 Des Menschen Heiligung

§ 67 Der Heilige Geist und die Erbauung der christlichen Gemeinde

§ 68 Der Heilige Geist und die christliche Liebe
- Die Lehre von der Versöhnung. Teilband 3.1 (KD IV/3.1; Zürich: EVZ, 1959)

Kapitel 16. Jesus Christus, der Wahrhaftige Zeuge
§ 69 Die Herrlichkeit des Mittlers

§ 70 Des Menschen Lüge und Verdammnis
- Die Lehre von der Versöhnung. Teilband 3.2 (KD IV/3.2; Zürich: EVZ, 1959)

§ 71 Des Menschen Berufung

§ 72 Der Heilige Geist und die Sendung der christlichen Gemeinde

§ 73 Der Heilige Geist und die christliche Hoffnung
- Die Lehre von der Versöhnung. Teilband 4 (Fragment) (KD IV/4; Zürich: EVZ, 1967)

Die Begründung des christlichen Lebens
Na het overlijden van Barth werd materiaal gepubliceerd dat Barth bedoeld had voor KD IV/4:
- H.-A. Drewes & E. Jüngel (eds), Das christliche Leben: Die Kirchliche Dogmatik IV/4, Fragmente aus dem Nachlaß, Vorlesung 1959-1961 (Karl Barth Gesamtausgabe II.7; Zürich: TVZ, 1976) ISBN 978-3-290-16202-3

§ 74 Ethik als Aufgabe der Lehre von der Versöhnung

§ 75 Die Begründung des christlichen Lebens (Leitsatz)

§ 76 Die Kinder und ihr Vater

§ 77 Eifer um die Ehre Gottes

§ 78 Der Kampf um die menschliche Gerechtigkeit

### KD V: de verlossingsleer
Het vijfde deel zou gegaan zijn over de verlossingsleer (soteriologie), maar bleef ongeschreven. Wel verscheen in 1970 nog een registerband:
- H. Krause (ed.), Registerband (Zürich, EVZ, 1970)

## Vertalingen

### Church Dogmatics
Van de hand van George Thomas Thomson, Geoffrey William Bromiley en Thomas Forsyth Torrance verscheen tussen 1936 en 1969 een integrale Engelse vertaling, de Church Dogmatics, in vakliteratuur meestal afgekort tot CD. De tekst van de KD werd hiermee toegankelijk voor niet-Duitstalige onderzoekers en theologen. De vertaling is echter niet altijd even zorgvuldig, wat tot verwarring kan leiden. De banden werden gepubliceerd bij uitgeverij T&T Clark.

### Dogmatique
In 1953 werd een begin gemaakt aan een Franse vertaling van de Kirchliche Dogmatik door Jacques de Senarclens, Fernand Ryser en Pierre Maury. Na het overlijden van Maury werkten Senarclens en Ryser verder en voltooiden hun vertaling in 1974. De banden verschenen bij uitgeverij Labor et Fides.

### Andere vertalingen
Naast een integrale Engelstalige en Franstalige uitgave zijn er ook gedeelten van de KD naar het Japans, Italiaans en Nederlands vertaald. In het Nederlands verschenen onderdelen van de banden I/2, III/4 en IV/2.